# جیمز کریج آنان
جیمز کریج آنان (انگلیسی: James Craig Annan; ۸ مارس ۱۸۶۴ – ۵ ژوئن ۱۹۴۶) یک عکاس پیشگام اسکاتلندی و عضو افتخاری انجمن عکاسی سلطنتی بود.
او دومین پسر توماس آنان عکاس بود. جیمز کریج آنان متولد شهر همیلتون، در استان لانارکشر جنوبی اسکاتلند در تاریخ ۸ مارس ۱۸۶۴ است. او فارغ‌التحصیل آکادمی همیلتون بود اما قبل از آن در رشتهٔ شیمی و فلسفهٔ طبیعی در کالج آندرسون واقع در گلاسکو مشغول به تحصیل بود.
جیمز آنان متعاقباً به تجارت عکاسی خانواده اش ملحق شد. تی و آر آنان و پسران، در سال ۱۸۸۳ به وین سفر کرد تا فرایند فوتوگراور را از یک مخترع به نام، کارل کلیت بیاموزد. جیمز آنان فرایند فوتوگراور در بریتانیا معرفی کرد و شرکت تی اند آر آنان، با بدست آوردن حق انحصاری آن در بریتانیا، به شرکت پیشتاز در عرصهٔ چاپ عکس روی شیشه در بریتانیا تبدیل شد.
در سال ۱۸۹۱، جیمز کریج آنان به عنوان عکاس هنری عضو انجمن هنری گلاسکو شد. در ۱۹۹۳ او کارهای فوتوگراور خودش در فوتوگرافیک سالن به نمایش گذاشت که نتیجهٔ آن عضویت در گروه حلقه ی مرتبط "The Linked Ring" بود. او همچنین سخنرانی‌هایی در انجمن عکاسی ادینبورگ، هنر حکاکی (دسامبر ۱۹۰۱) و عکاسی به عنوان وسیله‌ای برای بیان هنری (می ۱۹۱۰) انجام داد. در ۱۹۰۰ انجمن عکاسی سلطنتی، از کریج آنان دعوت کرد تا در یکی از مکان‌های جدید نمایشگاهی انجمن واقع در میدان راسل، لندن کارهایش را عرضه کند؛ که این نمایش متعاقباً جایزهٔ افتخاری انجمن را برای او به ارمغان آورد.
او نمایش‌های بیشتری داشت. در نمایشگاه بین‌المللی گلاسکو سال ۱۹۰۱؛ سالن پاریس؛ نمایشگاه بین‌المللی تصویری عکاسی در گالری هنری آلبرایت-ناکس، بوفالو نیویورک سال ۱۹۱۰؛ کمیسیون سلطنتی برای نمایشگاه جهانی سنت لوئیز کریج آنان و سر ویلیامز ابنی را انتخاب کردند تا از عکاسی، فرایندهای عکاسی و لوازم جانبی عکاسی بریتانیایی را در برابر داوران بین‌المللی نمایندگی کنند.
جیمز کریج آنان با نمایش کارهایش در گالری‌های عکاسی جدایی‌طلب آلفرد استیگلیتس در نیویورک، تحولی را در عکاسی آمریکای شمالی ایجاد کرد؛ و در نشریه آمریکایی کمرا نوتس مورد توجه قرار گرفت. همچنین نشریه «انجمن عکاسی نیویورک» به سردبیری استیگلیتس از وی به ستایش یاد کرد.
جیمز کریج آنان در تاریخ ۵ جون ۱۹۴۶ در شهر لنزی نزدیک گلاسکو از دنیا رفت.

## نگارخانه

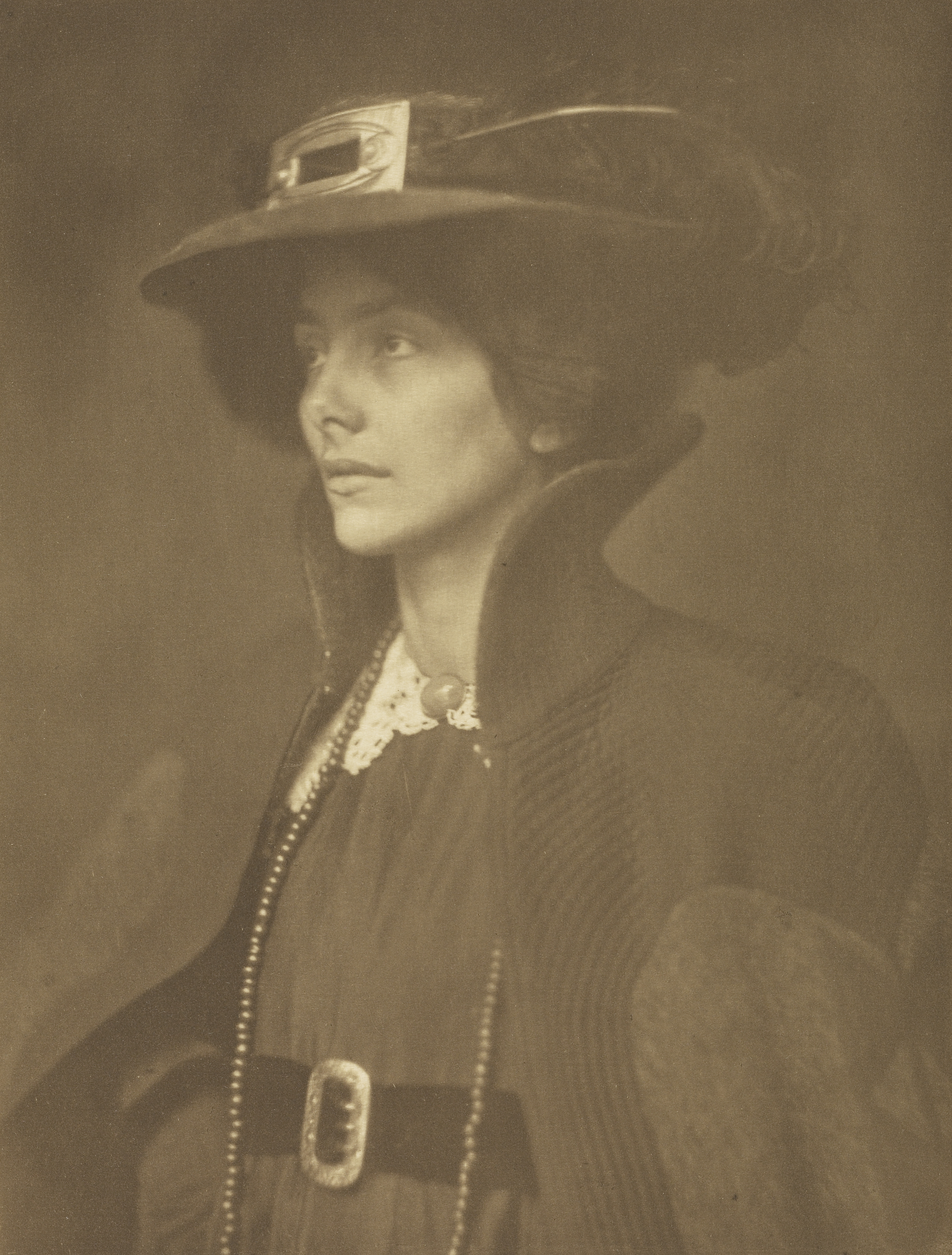
فراو ماتاسیوس
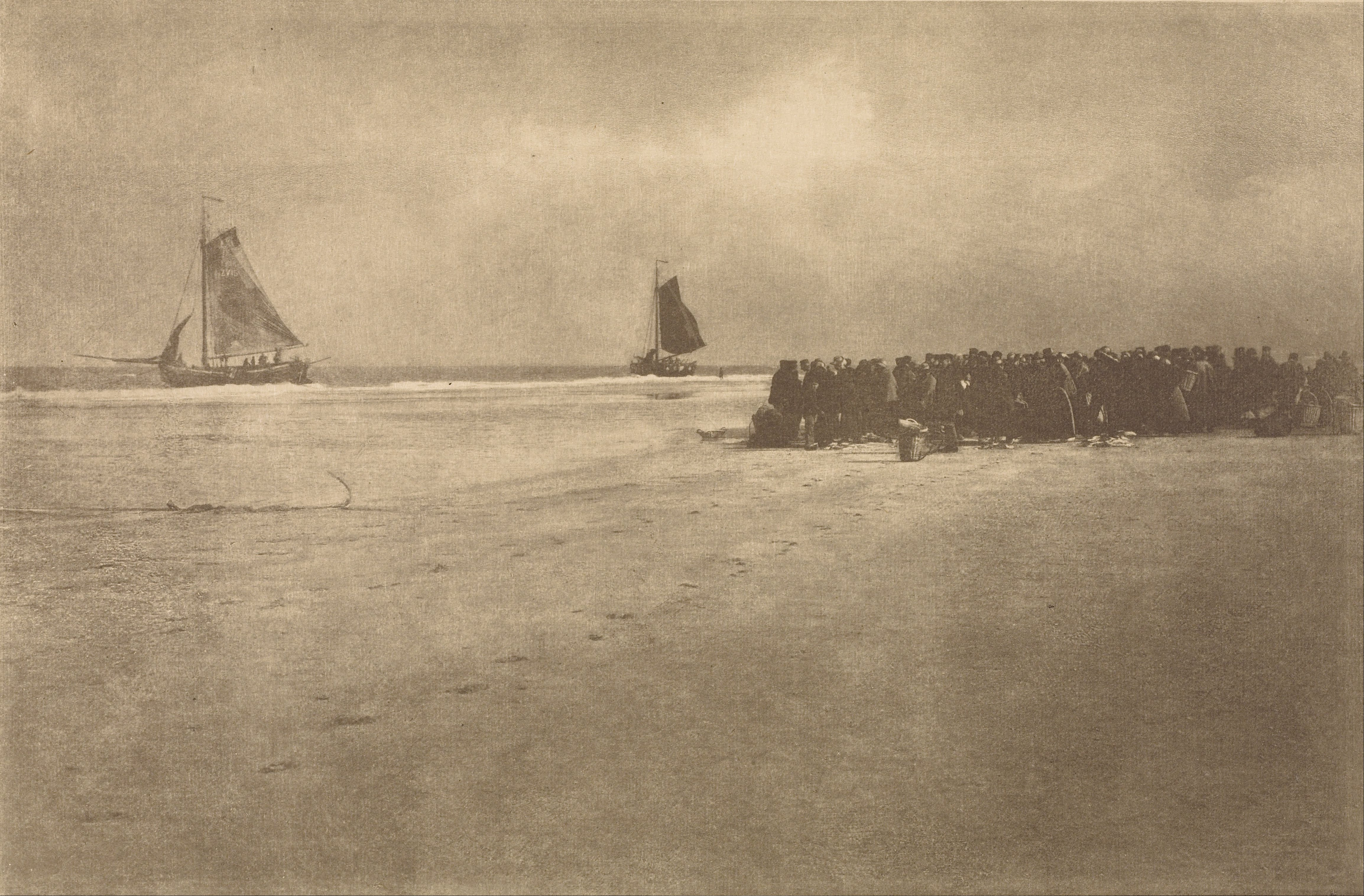
ساحل هلند
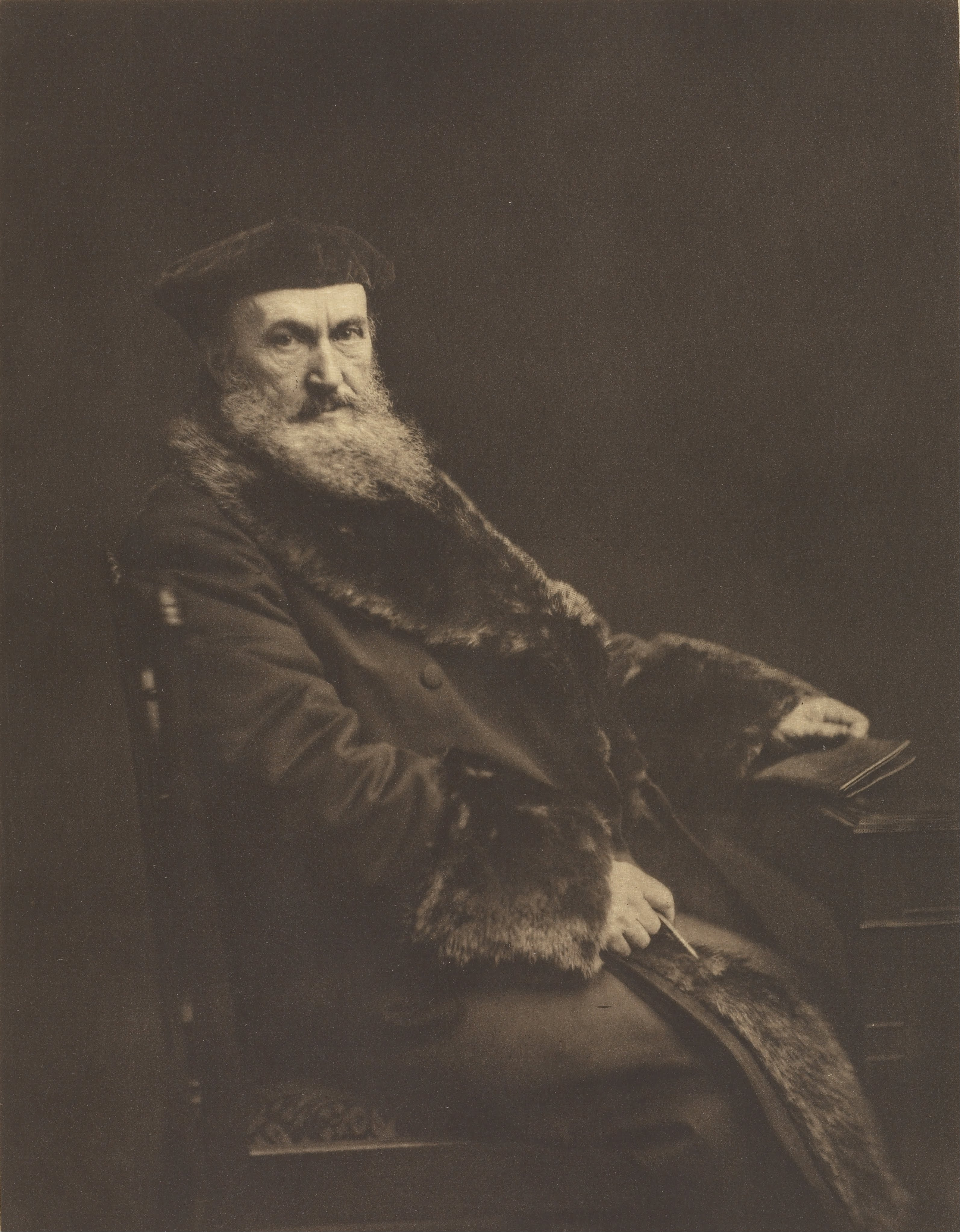
پروفسور جان یانگ، از دانشگاه گلاسگو
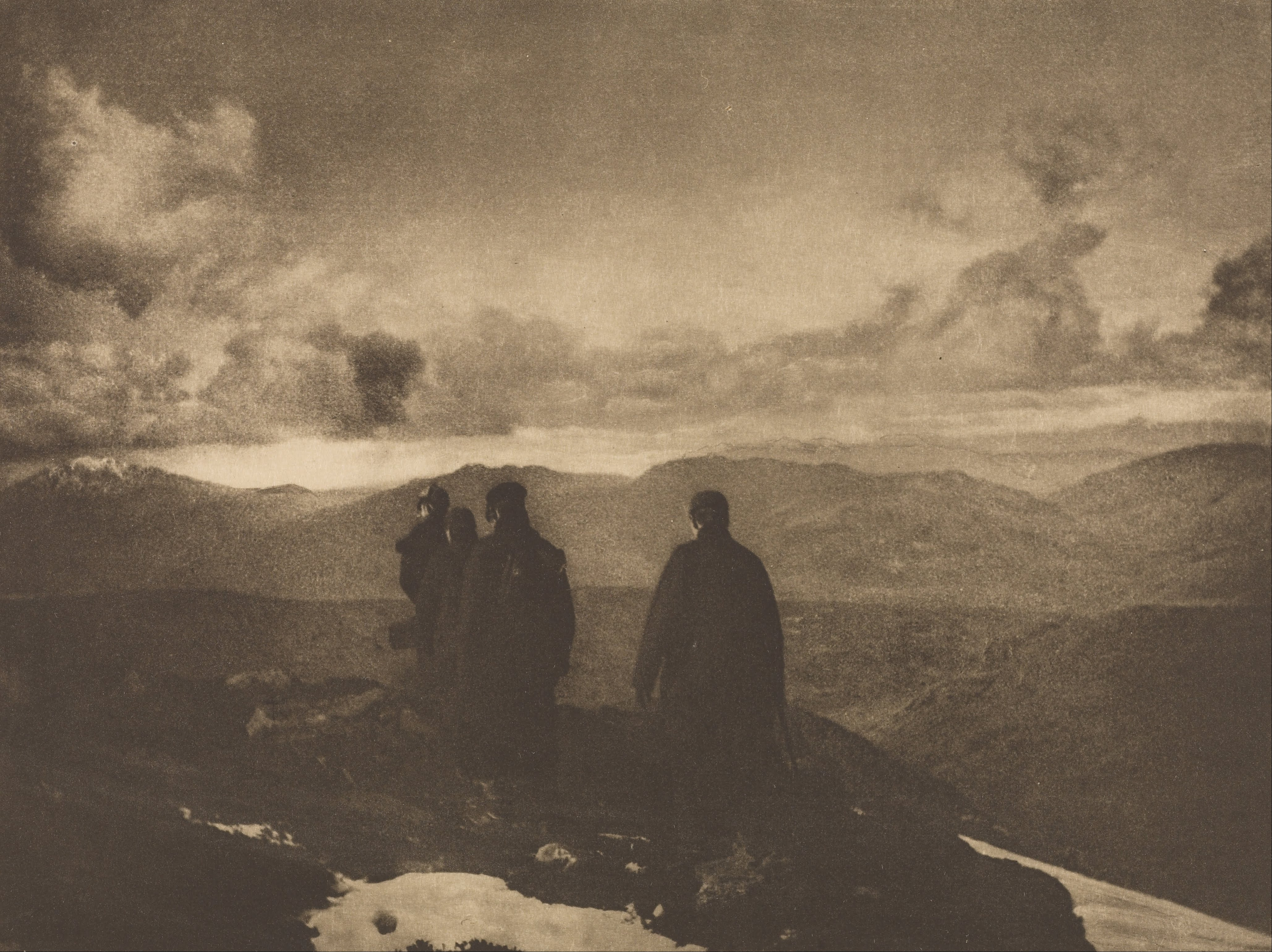
کوه‌های تاریک
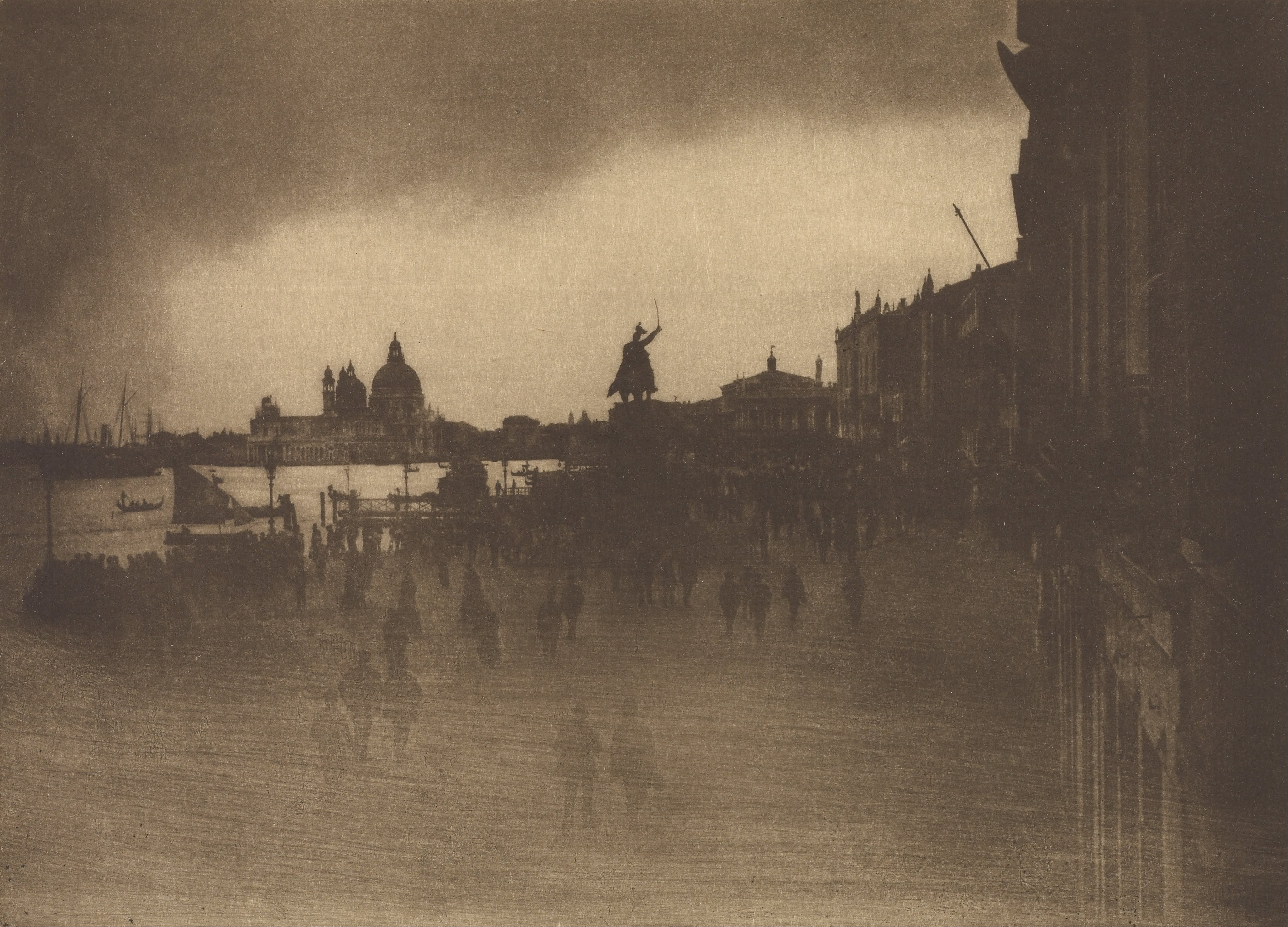
ریوا اسکیاونی، ونیز
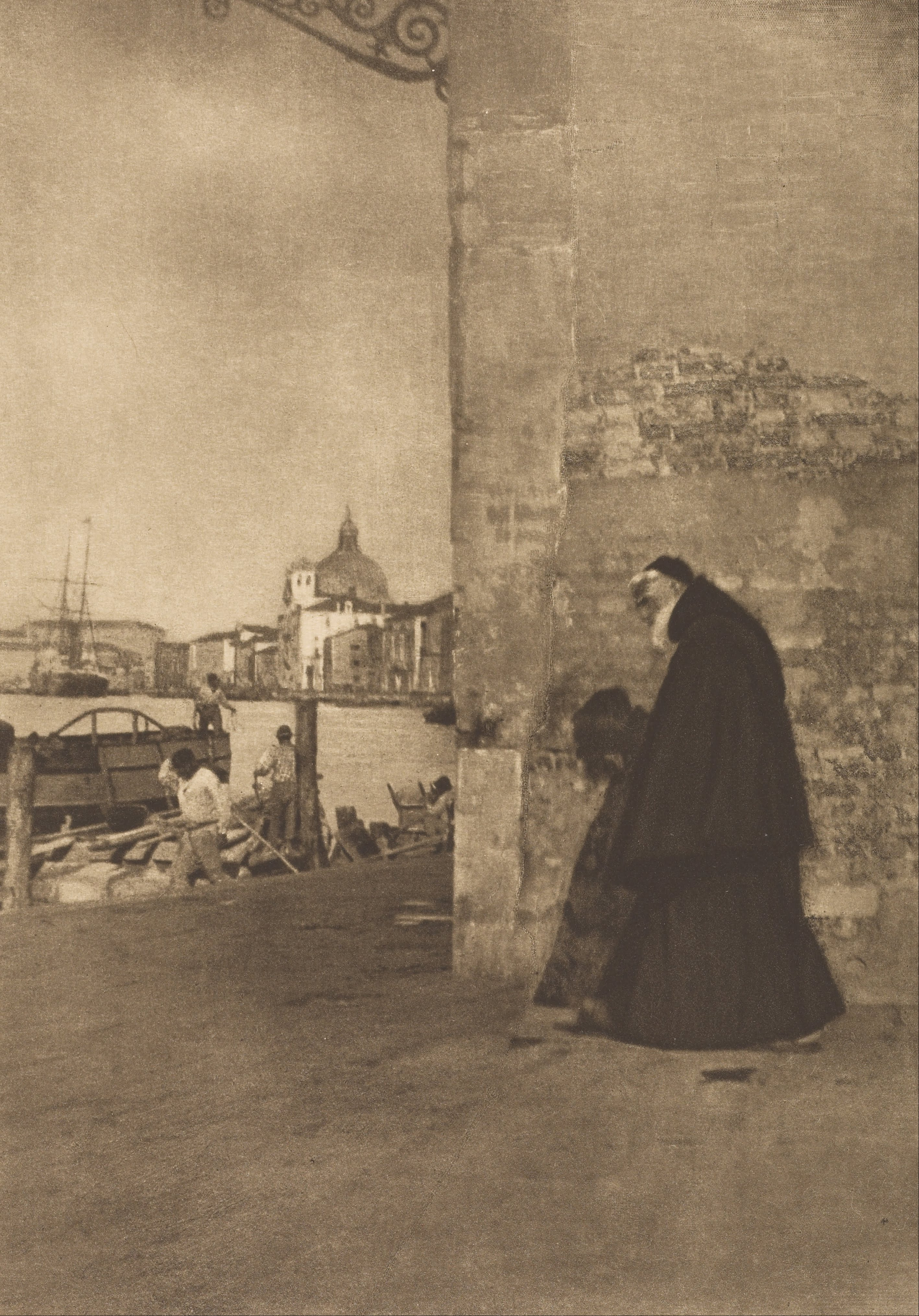
فرانسیسکن، ونیز